# Rhomboidederes ocellicollis
Rhomboidederes ocellicollis är en skalbaggsart som beskrevs av Dmytro Zajciw 1963. Rhomboidederes ocellicollis ingår i släktet Rhomboidederes och familjen långhorningar. Inga underarter finns listade i Catalogue of Life.